# Furth (Niederbayern)

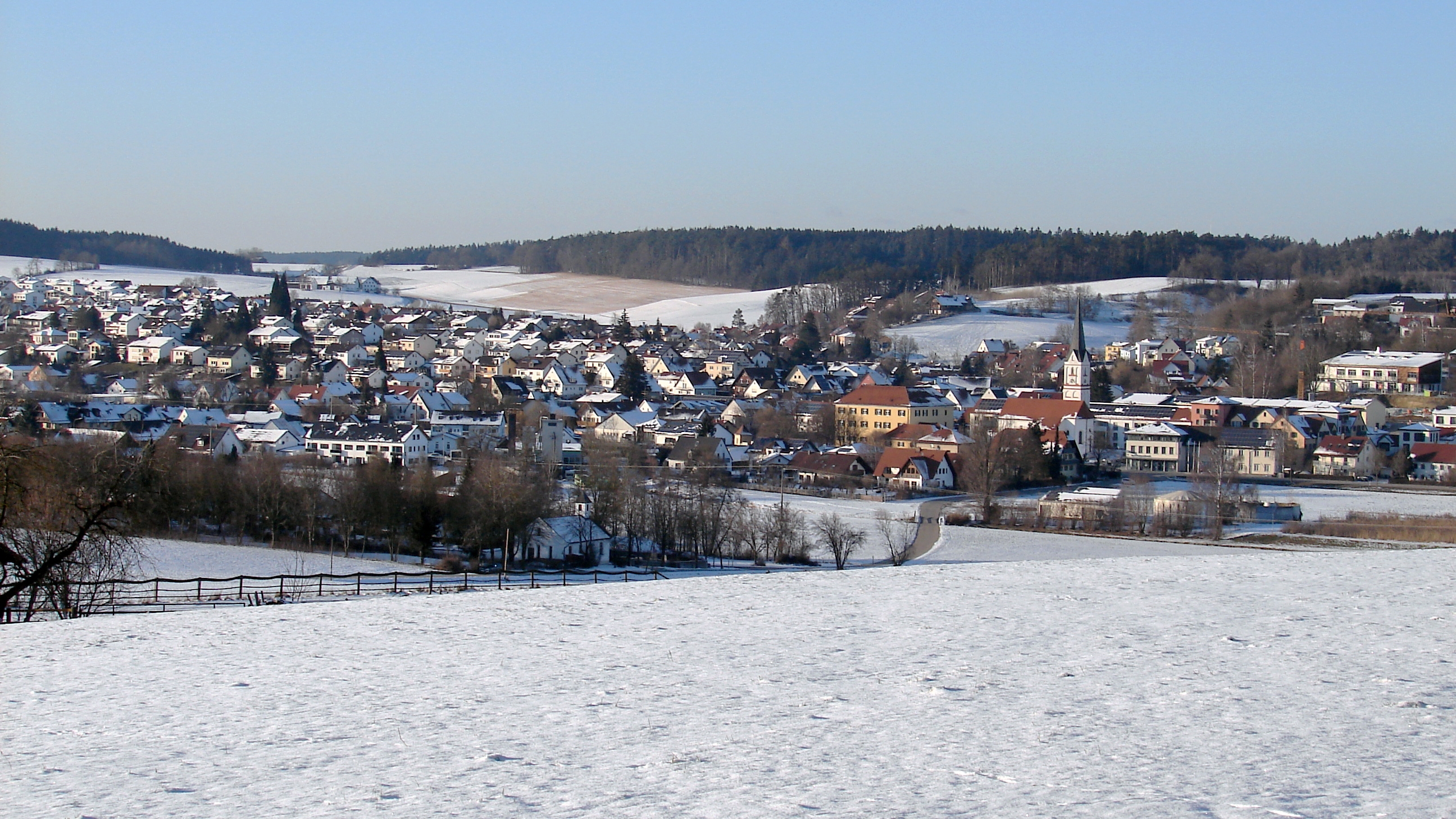
Blick von Süden auf Furth Dorf

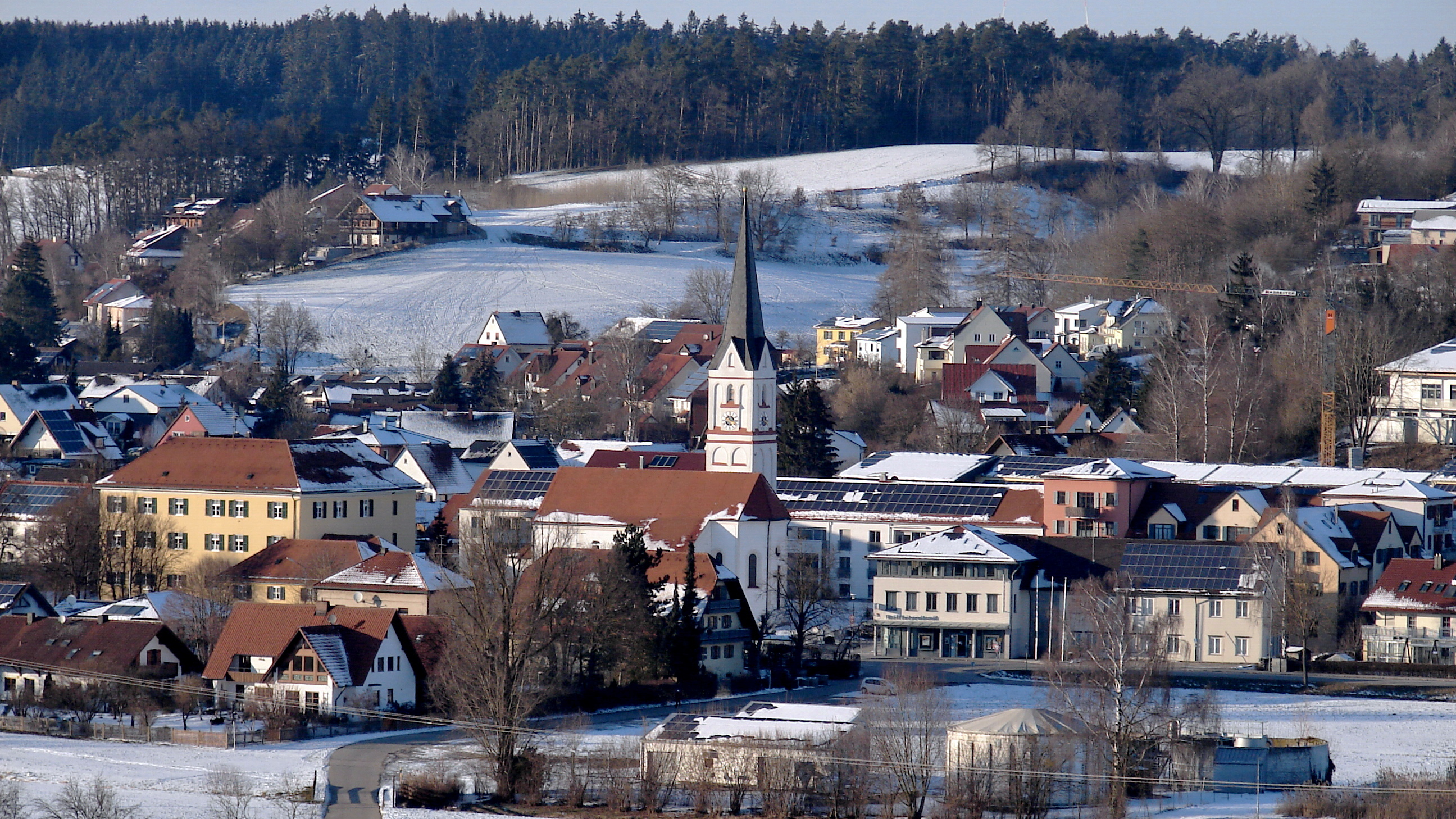
Ortszentrum von Furth

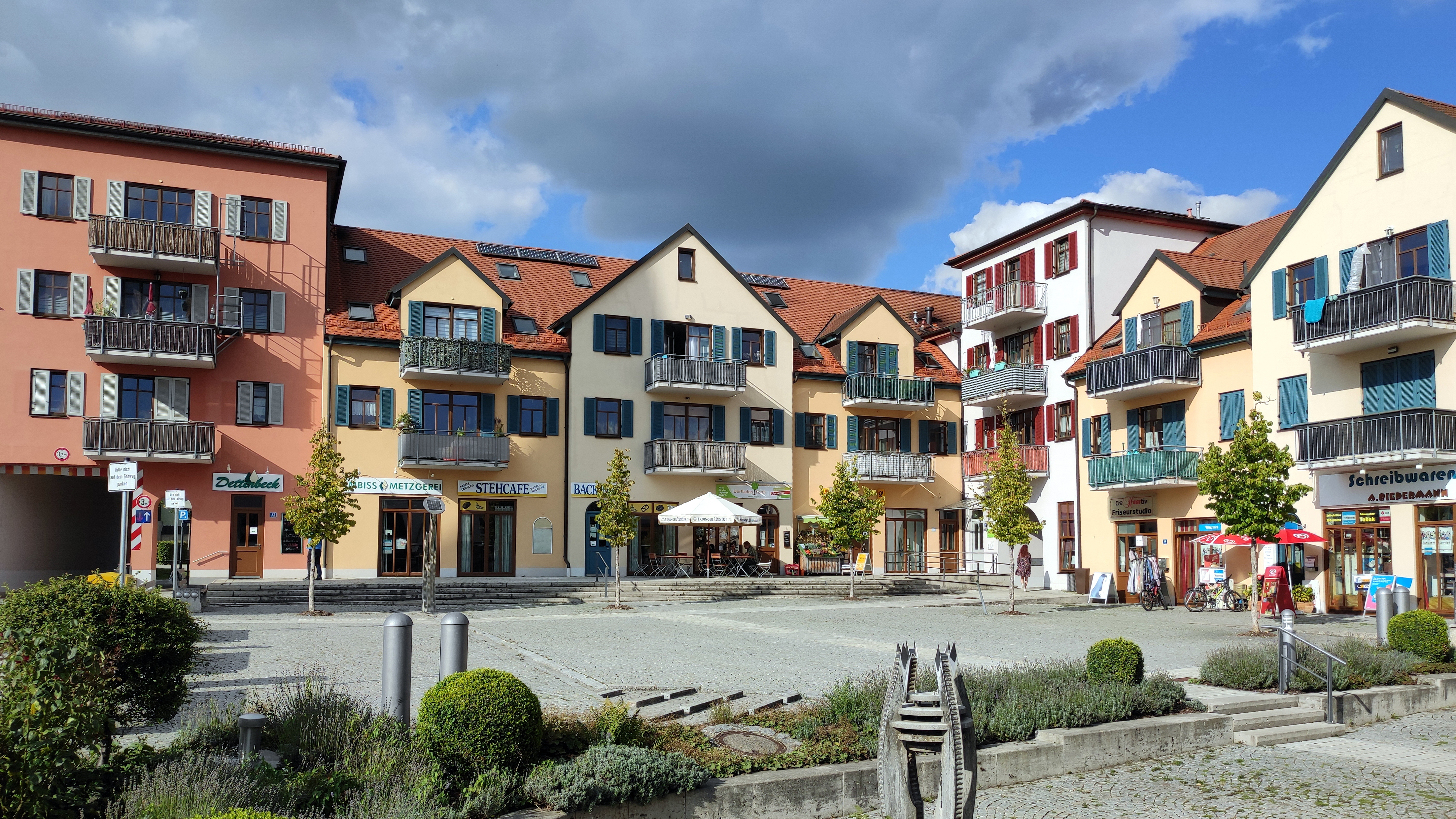
Dorfplatz in Furth

Furth ([fʊʁt] ) ist eine Gemeinde im niederbayerischen Landkreis Landshut.

## Geographie

### Gemeindegliederung
Es gibt 42 Gemeindeteile:
- Anglhub
- Arth
- Berghaus
- Eckenhausen
- Edlmannsberg
- Enghof
- Entwies
- Feldmann
- Frohnberg
- Furth
- Galleneck
- Geberskirchen
- Girstham
- Haseneck
- Hebenstreit
- Hetzenbach
- Hinterhaid
- Hintersteig
- Hochkreuth
- Höllkreut
- Kindsmühle
- Kolmhub
- Kreutbartl
- Kreutsteig
- Kreutulrich
- Linden
- Mitterhaid
- Niederarth
- Oberlippach
- Oberpisat
- Punzenhofen
- Rannertshofen
- Reisgang
- Schatzhofen
- Schlagmann
- Schlucking
- Unterlippach
- Unterpisat
- Vorderhaid
- Vordersteig
- Warzlberg
- Würzlburg

## Geschichte

### Frühe Geschichte
Bei Bauarbeiten wurden 1984 Reste einer bandkeramischen Siedlung aus der Zeit um 4500 vor Christus und der Münchshöfener Kultur um 4000 vor Christus festgestellt.
Seinen Namen Furth verdankt der Ort wahrscheinlich einer Straße, der das breite Tal überquerte und zu der Zeit angelegt worden sein könnte, als die Grafen von Ebersberg zwischen ihren beiden Herrschaftsbereichen Tondorf und Pfeffenhausen eine Verkehrsverbindung schaffen wollten. Mit „Marktwart de Furte“, der um 1030 die Schenkung eines Hofes an das Kloster Ebersberg bezeugt, wird der Ort erstmals urkundlich erwähnt.
Die Pfarrei St. Michael in Schatzhofen wurde im 8. Jahrhundert oder früher gegründet und ist damit eine der ältesten Pfarreien des Landkreises.
Der Ort Arth kann ebenso auf eine lange Geschichte zurückblicken. Schenkungsurkunden aus den Jahren 814 und 822 weisen auf eine Grundherrschaft in diesem Gebiet hin. Urkundlich ist Arth 1028 zum ersten Mal in der Güteraufzeichnung des Klosters St. Emmeram in Regensburg erwähnt. Im Further Wappen steht für die Altgemeinde das gebrochene Rad der Heiligen Katharina.

### Eingemeindungen
Im Zuge der Gebietsreform in Bayern wurde am 1. Januar 1972 die Gemeinde Schatzhofen und am 1. Mai 1978 die Gemeinde Arth eingegliedert. Der Gemeindeteil Eckenhausen wurde 1982 von Bruckberg nach Furth umgegliedert.

### Einwohner
Furth kann einen kontinuierlichen Bevölkerungszuwachs verzeichnen. Das Durchschnittsalter beträgt 40 Jahre bei einem Anteil der unter 18-Jährigen von über 20 Prozent und einem großen Geburtenüberschuss. Furth ist hinsichtlich des durchschnittlichen Lebensalters der Einwohner die jüngste Gemeinde des Landkreises Landshut.
Gemäß dem Bayerischen Landesamt für Statistik  haben sich die Einwohnerzahlen jeweils zum 31. Dezember eines Jahres wie folgt entwickelt:
| Stand | Einwohner |
| ----- | --------- |
| 1960  | 1614      |
| 1970  | 1678      |
| 1980  | 1980      |
| 1990  | 2386      |
| 1995  | 2696      |
| 2000  | 2959      |
| 2005  | 3261      |

| Stand | Einwohner |
| ----- | --------- |
| 2006  | 3272      |
| 2007  | 3257      |
| 2008  | 3299      |
| 2009  | 3317      |
| 2010  | 3354      |
| 2011  | 3432      |
| 2012  | 3469      |
|       |           |

| Stand | Einwohner |
| ----- | --------- |
| 2013  | 3459      |
| 2014  | 3491      |
| 2015  | 3529      |
| 2016  | 3494      |
| 2017  | 3510      |
| 2018  | 3649      |
| 2019  | 3606      |
|       |           |

Seit 1972, dem Jahr der Gemeindereform, hat sich die Einwohnerzahl bis 2015 um 1854 Personen erhöht. Das entspricht einem Wachstum von 110,69 Prozent. In den letzten zehn (fünf) Jahren wuchs die Einwohnerzahl um 7,85 (2,83) Prozent.
| Alter         | Einwohner nach Alter |
| ------------- | -------------------- |
| jünger als 18 | 20,9 %               |
| 18 bis 29     | 11,9 %               |
| 30 bis 49     | 30,9 %               |
| 50 bis 64     | 19,4 %               |
| älter als 65  | 16,9 %               |

## Religion
Große Bedeutung für die Gemeinde hatte einst das Maristenkloster. Die Gemeinde Furth kaufte dieses 2015 durch das Further Kommunalunternehmen. Die Klosterkirche Herz Mariens wurde 2018 profaniert und wird seit 2023 als multifunktionaler Bürgersaal genutzt. Ein großer Teil des Klosters wurde als Seminar- und Schulungszentrum umgebaut. Das Kloster beherbergt im Jahr 2024 noch 13 Fratres der Maristen-Schulbrüder.

## Politik
Acht Monate nach Ende des Zweiten Weltkrieges fanden am 27. Januar 1946 die ersten Kommunalwahlen (Gemeinderatswahlen) in den kreisangehörigen Gemeinden Bayerns statt. In den Monaten April und Mai 1946 folgten dann noch die ersten Wahlen der Bürgermeister, Landräte sowie Kreistage. 2006 wurde das 60-jährige Jubiläum begangen.
Die Gemeinde ist Mitglied in der Verwaltungsgemeinschaft Furth und in folgenden Zweckverbänden::
- Gewässerunterhaltungszweckverband Landshut-Kelheim-Dingolfing-Landau
- Regionaler Planungsverband Landshut
- Schulverband Furth
- Zweckverband Kommunale Verkehrsüberwachung Südostbayern
- Zweckverband zur Wasserversorgung der Pfettrach-Gruppe

| Stand | Einwohner |
| ----- | --------- |
| 2020  | 3602      |
| 2021  | 3672      |
| 2022  | 3659      |
| 2023  | 3665      |
|       |           |

Die Gemeinde Furth ist erste deutsche Modellgemeinde der Europäischen Kommission für Erneuerbare Energien.

### Gemeinderat
Der Gemeinderat besteht aus 16 Mitgliedern. Nach der Kommunalwahl 2014 (zum Vergleich: Kommunalwahl 2008) sind darunter zwölf (13) Männer und vier (drei) Frauen. Die Wahl führte zu folgender Sitzverteilung im Gemeinderat:
- CSU 8 (8) Sitze
- Freie Wähler 7 (7) Sitze und
- SPD 1 (1) Sitz.

Bei der Gemeinderatswahl waren 2735 (2541) Bürger stimmberechtigt. 1757 (1565) davon haben als Wähler teilgenommen, was einer Wahlbeteiligung von 64,2 (69,8) Prozent entspricht. 1733 (1518) gültige und 24 (47) ungültige Stimmzettel wurden abgegeben.
Bei der Kommunalwahl 2020 wurden vier Frauen und zwölf Männer mit folgender Sitzverteilung in den Gemeinderat gewählt. 
- CSU 7 (8) Sitze
- Freie Wähler 9 (7) Sitze

Die SPD ist nicht mehr im Gemeinderat vertreten. 

### Bürgermeister
Erster Bürgermeister ist Andreas Horsche (FW). Bei der Bürgermeisterwahl 2014 folgte er Dieter Gewies (Grüne) nach. Mit der Kommunalwahl 2020 wurde er zudem Kreisrat des Landkreises Landshut. 
Ehemalige Bürgermeister
| Amtszeit    | Bürgermeister    |
| ----------- | ---------------- |
| 1996 – 2014 | Dieter Gewies    |
| 1972 – 1996 | Alfons Biberger  |
| 1948 – 1972 | Xaver Radspieler |
| 1946 – 1948 | Sebastian Hagl   |

### Wappen
| Wappen von Furth (Niederbayern) | Blasonierung: „Schräg geteilt von Silber und Rot; oben ein schreitender Bär, unten ein schräg gestelltes goldenes Schwert.“ |
| Wappen von Furth (Niederbayern) | Wappenbegründung: Die Schrägteilung mit dem schreitenden schwarzen Bär erinnert an das altbayerische Adelsgeschlecht von Kärgl (Chärglein), das wohl schon seit Ende des 13. Jahrhunderts Rechte in Furth besaß und spätestens vom 15. Jahrhundert bis 1615 Inhaber der Hofmark Furth war. Das Schwert verweist als Attribut des heiligen Michael auf den Kirchenpatron von Schratzhofen, einer bis zur Eingemeindung nach Furth 1971 selbstständigen Gemeinde. Dieses Wappen wird seit 1974 geführt. |

### Partnergemeinden
- Tansania: Karagwe[26]
- Polen: Krupski Młyn

## Baudenkmäler

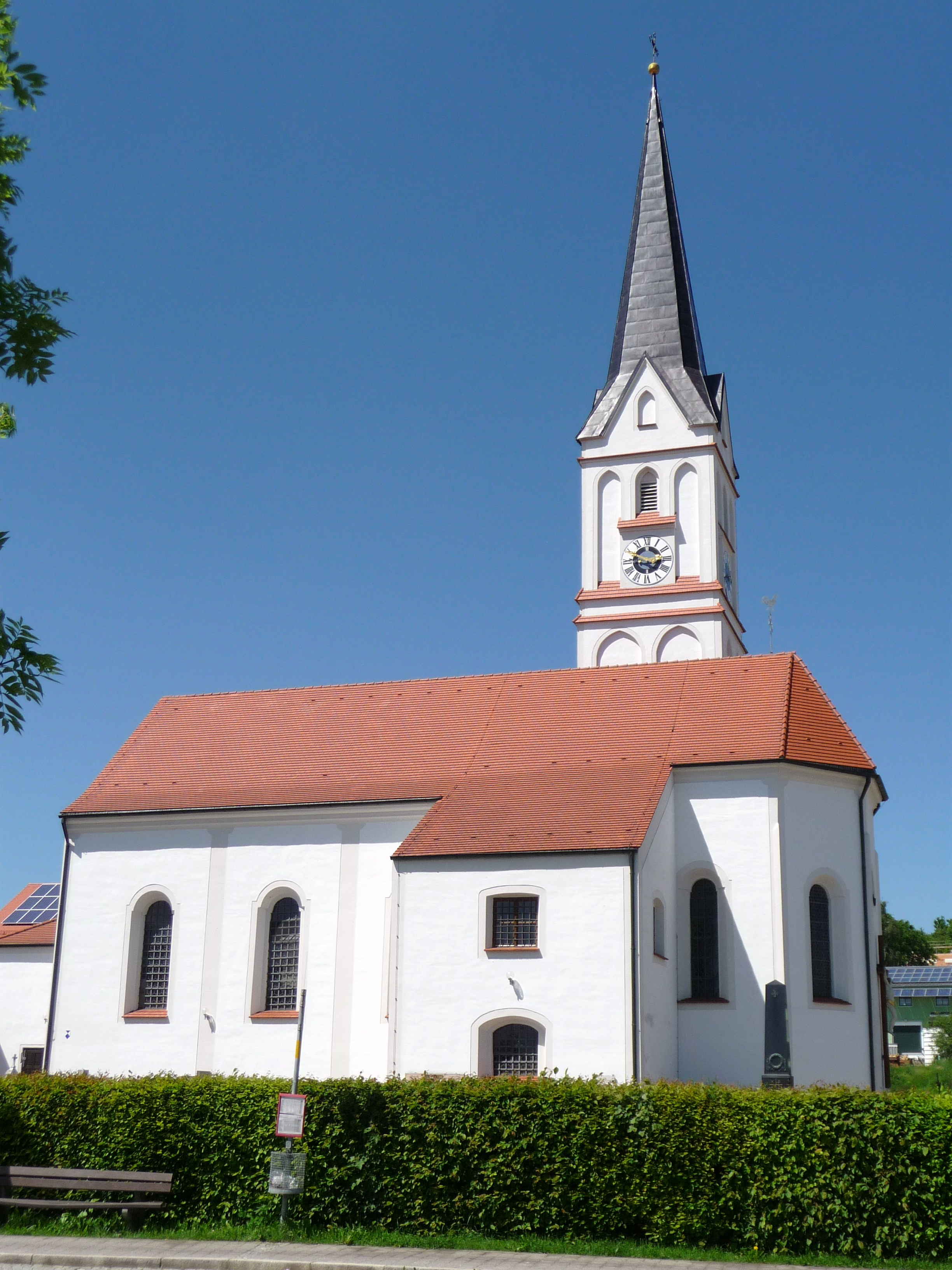
Die Pfarrkirche St. Sebastian

- Pfarrkirche St. Sebastian in Furth: Das spätgotische Bauwerk des 15. Jahrhunderts hat einen viergeschossigen Nordturm. Das Innere wurde 1741 barockisiert und enthält reichen Stuck- und Freskenschmuck mit Szenen aus dem Leben des hl. Sebastian. Im Hochaltar von 1741 steht eine Lindenholzfigur Maria mit dem Kind (um 1510–20) mit den Seitenfiguren hl. Barbara und hl. Katharina (um 1741).
- Schloss Furth: Der Rechteckbau mit Walmdach aus dem 18. Jahrhundert ist im Kern mittelalterlich und beherbergt heute ein Altenheim der Caritas.
- Maristenkloster Furth: Infolge der Vertreibung der dort ansässigen Maristenbrüder aus Belgien durch den Ausbruch des Ersten Weltkriegs suchte der Maristenorden nach Standorten in Deutschland. Sie konnten am 25. Januar 1915 in die neu erbaute Sommervilla mit großem Park der Baronin Freifrau Philomena von Hornstein einziehen, der ihren Landsitz großzügigerweise dem Orden zur Verfügung stellte.[27]
- Filialkirche St. Katharina in Arth: Der Barockbau von Hans Widtmann datiert aus dem Jahr 1710.

## Wirtschaft und Infrastruktur
Die Gemeinde legt aus ihrem Nachhaltigkeitsverständnis heraus großen Wert auf Versorgung mit regionalen Produkten, 2012 wurde am Dorfplatz ein gemeindlicher Dorfladen mit diesem Anspruch eröffnet.
In Folge einer entsprechenden Bewertung der Wirtschaftskraft der Gemeinde sind die Schlüsselzuweisungen von 509.888 Euro im Jahr 2019 um 59,9 Prozent auf 815.344 Euro für das Jahr 2020 gestiegen.
| Zuweisungen an | Jahr    | Jahr    | Jahr    | Jahr    | Jahr    | Jahr    |
| Zuweisungen an | 2015    | 2016    | 2017    | 2018    | 2019    | 2020    |
| -------------- | ------- | ------- | ------- | ------- | ------- | ------- |
| Gemeinde Furth | 543.692 | 633.176 | 796.484 | 586.908 | 509.888 | 815.344 |

### Breitbandversorgung
Im Rahmen der Richtlinie zur Förderung des Aufbaus von Hochgeschwindigkeitsnetzen im Freistaat Bayern vom 10. Juli 2014 steht den Gemeinden ein Förderbetrag von mindestens 500.000 Euro und maximal 950.000 Euro zur Verfügung; für Furth beträgt dieser 820.000 Euro. Ein geplanter Glasfaserausbau in Kooperation mit Open Infra wurde im Juni 2024 durch die Open Infra gestoppt. 

### Land- und Forstwirtschaft
Bestanden im Jahr 1999 noch 52 landwirtschaftliche Betriebe, ging deren Zahl bis 2010 auf 30 zurück.
| Betriebsgröße in ha | Anzahl der Betriebe | Anzahl der Betriebe |
| Betriebsgröße in ha | 1999                | 2010                |
| ------------------- | ------------------- | ------------------- |
| unter 5             | 10                  | 1                   |
| 5 bis unter 10      | 10                  | 7                   |
| 10 bis unter 20     | 9                   | 5                   |
| 20 bis unter 50     | 19                  | 8                   |
| 50 oder mehr        | 4                   | 9                   |
| Gesamt              | 52                  | 30                  |

### Bauen und Wohnen
| Gemeindeteil            | Wohnbauflächen ausgewiesene Baugebiete   | unbeplanter Innenbereich                 | ausgewiesene gewerbliche Bauflächen      | Ackerland                                |
| ----------------------- | ---------------------------------------- | ---------------------------------------- | ---------------------------------------- | ---------------------------------------- |
| Furth                   | 410 €                                    | 410 €                                    | 110 €                                    | 15 €                                     |
| Arth                    | 400 €                                    | 400 €                                    | 120 €                                    | 15 €                                     |
| Schatzhofen             |                                          | 190 €                                    |                                          | 15 €                                     |
| Edlmannsberg            |                                          | 300 €                                    |                                          | 15 €                                     |
| Bebauungsplan „Entwies“ | 300 € (jeweils Wohngebiet)               | 300 € (jeweils Wohngebiet)               | 300 € (jeweils Wohngebiet)               | 300 € (jeweils Wohngebiet)               |
| Bebauungsplan „Enghof“  | 250 € (jeweils Wohngebiet - oberer Teil) | 250 € (jeweils Wohngebiet - oberer Teil) | 250 € (jeweils Wohngebiet - oberer Teil) | 250 € (jeweils Wohngebiet - oberer Teil) |

### Verkehr
Die Gemeinde Furth ist ferner sehr gut an das überregionale Verkehrsnetz angebunden. Den Ortsteil Arth durchzieht die Bundesstraße 299, die unter anderem eine wichtige Verbindungsachse zwischen dem Bayerischen Chemiedreieck und dem Industriestandort zwischen Neustadt an der Donau und Ingolstadt darstellt. Am Arther Kreisel zweigt zudem die sehr gut ausgebaute Staatsstraße St 2049 von der Bundesstraße ab. Sie durchzieht den Ort Furth und führt am Ortsteil Schatzhofen vorbei. Durch das Gemeindegebiet verlaufen außerdem die Kreisstraßen LA 23 und LA 24.

### Bildung
Mit knapp 3.700 Einwohnern verfügt das Kleinzentrum Furth über eine ungewöhnlich gute Infrastruktur. Es gibt einen Kindergarten, eine Grund- und Mittelschule und das Maristen-Gymnasium Furth. In den Kindergarten integriert ist eine Waldkindergartengruppe. Mit der Nachbargemeinde Obersüßbach zusammen wurde die kommunale Volkshochschule gegründet, die sich inzwischen mit der Volkshochschule Weihmichl zusammengeschlossen hat.

### Leben in Furth
Eine große Zahl von Vereinen bereichert das gesellschaftliche Leben, gestaltet Freizeit und unterstützt die Gemeinde bei ihren vielfältigen sozialen Aufgaben.

### Sport
Der Sportverein DJK SV Furth hat bereits in vielen Sparten Erfolge auf hohen Ebenen gefeiert. 
Mit der Tanzgruppe United Stars erreichte die DJK ihre größten Erfolge. Die Further wurden, teilweise zusammen mit einigen Tänzern und Tänzerinnen aus Taufkirchen, auch als "Tanzgemeinschaft United Stars/Showfunken", bereits mehrmals Deutscher Meister im Showtanz und durften sich auch schon über neun Europameistertitel sowie einen Weltmeistertitel freuen.
Aber auch andere Sparten, so zum Beispiel die Tischtennisabteilung, holten schon mehrere Titel, auch auf südbayerischer und bayerischer Ebene. 
Das "Ju-Jutsu Bayerncamp" wird jedes Jahr in den Sommerferien mit großem Erfolg auf dem Further Klosterberg ausgetragen.
Außerdem gehört zum Sportverein noch die Theatergruppe "Theaterfreunde Furth", die jedes Jahr im Theatersaal des Maristenklosters Stücke aufführt.
Ebenfalls erfolgreich waren die Fußball-, Tennis- und Stockschützenabteilung, angeboten werden auch einige Gymnastikkurse.

### Ökologie und Nachhaltigkeit
Besonderer Wert wird in der Gemeinde Furth auf den Erhalt und die Verbesserung der ökologischen und ökonomischen Grundlagen gelegt, um die Lebensqualität im Ort stetig zu steigern. Neue Wege in der Energieversorgung wie das Anbringen von Photovoltaikanlagen auf zahlreichen Dächern, ein umfassendes Abwasserkonzept, Nutzung eigener Ressourcen für den örtlichen Bedarf, eine umweltverträgliche Baulandausweisung und Betriebsansiedlung und noch weiter verbesserte Freizeitmöglichkeiten sollen die Lebensqualität erhöhen. Zum Beispiel wurde vor einigen Jahren ein Hackschnitzelheizwerk in der Klosterstraße errichtet.